# Graminella nigripennis
Graminella nigripennis är en insektsart som beskrevs av Delong 1923 . Graminella nigripennis ingår i släktet Graminella och familjen dvärgstritar. Inga underarter finns listade i Catalogue of Life.